# Les Ancizes-Comps
Les Ancizes-Comps è un comune francese di 1 778 abitanti situato nel dipartimento del Puy-de-Dôme nella regione dell'Alvernia-Rodano-Alpi.

## Società

### Evoluzione demografica

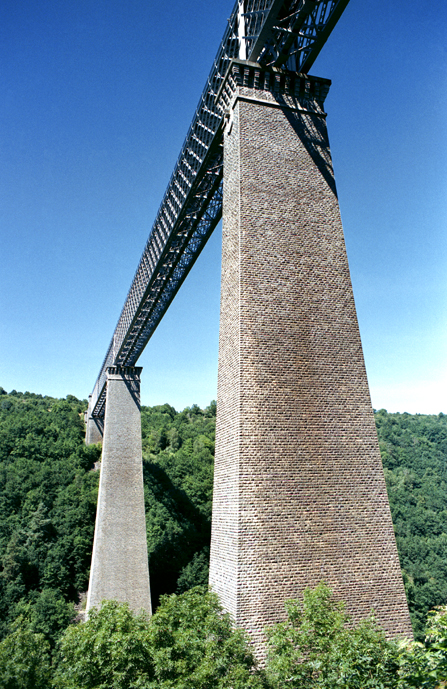
Le viaduc des Fades

Abitanti censiti